# Gusxenka
Gusxenka - Гущенка (rus) - és un poble de l'óblast de Bélgorod, a Rússia. El 2010 tenia 43 habitants. Pertany al districte (raion) de Novi Oskol.